# クローバー (稚野鳥子の漫画)
『クローバー』は、稚野鳥子による日本の漫画作品。

## 概要
1997年、『ぶ〜け』（集英社）にて連載が開始された。その後『Cookie』（同）、『コーラス』（同）に移って連載。連載終了後には『コーラス』2011年11月号から最終回のその後を描く番外編が掲載。単行本は同社のマーガレットコミックスから全24巻が刊行されている。
2010年9月には本作に登場した洋服が商品化され、フェリシモから発売された。
『クローバー』の3年後を舞台とした新シリーズ『クローバー trèfle』が『Cocohana』（同）にて、2012年8月号（同年6月28日発売）から2020年1月号（2019年11月28日発売）まで連載。
ホテル会社勤務のOL・沙耶（さや）を中心に、恋愛、家族、仕事など様々な問題を扱っている。
2014年3月に映画化が決定し、同年11月1日に公開された。作者の稚野は映画化の際に、本作を「漫画家生活の半分以上を占める大切な作品」だと述べている。
2021年7月1日から『クローバーmelodie』を電子書店で配信していた。
2021年9月時点でシリーズの累計発行部数が1000万部を超えている。

## 連載情報
- 『ぶ〜け』1997年2月号 - 2000年3月号
- 『Cookie』2000年8月号 - 2004年10月号、約1年間休載、2005年11月号で復帰、2006年1月号
- 『コーラス』2006年12月号 - 2010年6月号[2]、不定期連載

### 番外編
リトル・クローバー
沙耶の妹・あゆを主人公とした番外編。
1. 『Cookie』1999年Vol.1、9巻収録
2. 『Cookie』2000年7月号、10巻収録
3. 『Cookie』2002年11月号・12月号、15巻収録
4. 『コーラス』2007年9月号、20巻収録

green green green
柘植暁の弟・翠を主人公とした番外編。
1. 『コーラス』2006年6月号・8月号、18巻収録

## あらすじ
ホテル東洋に勤務する鈴木沙耶は、ドジで恋愛経験も浅いOL。そんな彼女の上司となったのは、美形だが、厳格なエリート社員・柘植暁。沙耶はミスの連続でいつも柘植に叱られてばかり。そんなある日、いきなり柘植から交際を申し込まれる。

## 登場人物
鈴木 沙耶（すずき さや）
本作の主人公。1975年9月20日生まれ。ホテル東洋勤務。青山学院女子短期大学卒業後、ホテル東洋に入社。入社後、総務部広報課に配属される。中学生時代の初恋を引きずっていたが、上司の柘植と恋愛のリハビリ後、恋愛関係になる。その後、秘書課秘書室に異動。ドジが多く、いつも柘植に叱られている。
身長164センチメートルであり、秘書室では背が高い珍しい存在（沙耶が異動するまでの秘書室の女性の身長は全員160センチメートル以下）。
二卵性の双子の兄（央太）と妹（あゆこ）の3人兄弟の長女。
柘植 暁（つげ すすむ）
沙耶の上司。現在は婚約者である。早稲田大学卒業後、新入社員ながらホテル東洋の本社に配属されるエリート。埼玉県に実家があり、現在は目黒のマンションで一人暮らし。BMWの車を持っている。厳格かつ冷徹で、いつも沙耶を叱っているが、根は優しく、徐々に彼女に惹かれていく。
沙耶と出会った頃は、総務部広報課で働いていたが、その後ハワイへの転勤があり、現在は社長の息子の第一秘書をしている。
視力が悪く、常にメガネを着用。兄（大）と弟（翠）妹の4人兄弟の次男。
谷上 一葉（やがみ かずよ）
沙耶の同期。4年制大学を卒業しているため、沙耶より2歳年上。ホテル東洋広報課勤務。
不倫相手と別れ、その後同じ会社の合田光成と付き合うようになる。うまくいっていたように見えたが、すれ違いにより別れることになる。破局後は、同じ広報課に勤める城島と結婚。ハワイにて結婚式をする。しかし、城島の浮気相手が妊娠したことにより、離婚することになる。
仕事ができ、上司、後輩からの信頼が厚い。
松沢 里李香（まつざわ りりか）
沙耶の同期。いい男をゲットするために、コネを最大限に活用して入社。元総務部総務課勤務。会社の受付をしていた。
央太と付き合っていたが、彼の度重なる浮気により、自分も浮気をすることを決意。浮気相手に同じ会社の既婚者である村岡を選ぶ。村岡がアラスカに転勤の際、自身も退社して同行する。村岡との子供を妊娠し、出産する。しかし村岡に妻との離婚の意思がないため、現在は実家の団地で両親と同居している。
樋野 杳生（ひの はるき）
沙耶の中学時代の同級生で、初恋の君の双子の兄（実際は従兄弟）。央太の友達。二世俳優。樋野 ハルキの名で活動している。

## 書誌情報
- 稚野鳥子 『クローバー』 集英社〈マーガレットコミックス〉、全24巻
  1. 1997年7月25日発売[12]、ISBN 4-08-848687-0
  2. 1997年12月17日発売[13]、ISBN 4-08-848753-2
  3. 1998年6月25日発売[14]、ISBN 4-08-848828-8
  4. 1998年9月25日発売[15]、ISBN 4-08-848867-9
  5. 1999年3月25日発売[16]、ISBN 4-08-847046-X
  6. 1999年8月25日発売[17]、ISBN 4-08-847111-3
  7. 2000年1月25日発売[18]、ISBN 4-08-847175-X
  8. 2000年5月25日発売[19]、ISBN 4-08-847230-6
  9. 2000年11月24日発売[20]、ISBN 4-08-847312-4
  10. 2001年4月25日発売[21]、ISBN 4-08-847370-1
  11. 2001年11月22日発売[22]、ISBN 4-08-847449-X
  12. 2002年3月25日発売[23]、ISBN 4-08-847490-2
  13. 2002年7月25日発売[24]、ISBN 4-08-847535-6
  14. 2002年12月14日発売[25]、ISBN 4-08-847587-9
  15. 2003年3月25日発売[26]、ISBN 4-08-847618-2
  16. 2004年7月23日発売[27]、ISBN 4-08-847768-5
  17. 2006年1月25日発売[28]、ISBN 4-08-846028-6
  18. 2007年5月25日発売[29]、ISBN 978-4-08-846177-9
  19. 2007年9月25日発売[30]、ISBN 978-4-08-846219-6
  20. 2008年5月23日発売[31]、ISBN 978-4-08-846301-8
  21. 2008年12月25日発売[32]、ISBN 978-4-08-846373-5
  22. 2009年8月25日発売[33]、ISBN 978-4-08-846439-8
  23. 2010年4月23日発売[34]、ISBN 978-4-08-846521-0
  24. 2011年1月25日発売[35][36]、ISBN 978-4-08-846616-3

- 稚野鳥子 『クローバー』 集英社〈集英社文庫〉、全13巻
  1. 2008年11月18日発売[37]、ISBN 978-4-08-618804-3
  2. 2008年11月18日発売[38]、ISBN 978-4-08-618805-0
  3. 2009年1月16日発売[39]、ISBN 978-4-08-618806-7
  4. 2009年1月16日発売[40]、ISBN 978-4-08-618807-4
  5. 2009年3月18日発売[41]、ISBN 978-4-08-618808-1
  6. 2009年3月18日発売[42]、ISBN 978-4-08-618809-8
  7. 2010年6月18日発売[43]、ISBN 978-4-08-619120-3
  8. 2010年6月18日発売[44]、ISBN 978-4-08-619121-0
  9. 2010年7月16日発売[45]、ISBN 978-4-08-619122-7
  10. 2010年8月18日発売[46]、ISBN 978-4-08-619123-4
  11. 2012年7月18日発売[47]、ISBN 978-4-08-619368-9
  12. 2012年7月18日発売[48]、ISBN 978-4-08-619369-6
  13. 2012年8月17日発売[49]、ISBN 978-4-08-619370-2

- 稚野鳥子 『クローバー trèfle』 集英社〈マーガレットコミックス〉、全10巻
  1. 2013年1月25日発売[9][50]、ISBN 978-4-08-846885-3
  2. 2013年10月25日発売[51]、ISBN 978-4-08-845119-0
  3. 2014年3月25日発売[52]、ISBN 978-4-08-845187-9
  4. 2014年10月24日発売[53][54]、ISBN 978-4-08-845245-6
  5. 2014年11月25日発売[55]、ISBN 978-4-08-845307-1
  6. 2015年12月25日発売[56]、ISBN 978-4-08-845505-1
  7. 2016年11月25日発売[57]、ISBN 978-4-08-845676-8
  8. 2017年10月25日発売[58]、ISBN 978-4-08-845843-4
  9. 2018年6月25日発売[59]、ISBN 978-4-08-844060-6
  10. 2019年12月25日発売[60][61]、ISBN 978-4-08-844282-2

- 稚野鳥子 『リトル・クローバー』 集英社〈集英社文庫〉、2014年10月17日発売[62][63]、ISBN 978-4-08-619539-3

- 稚野鳥子 『クローバーmelodie』 集英社〈マーガレットコミックス〉、全3巻
  1. 2021年9月24日発売[1][64]、ISBN 978-4-08-844533-5
  2. 2022年5月25日発売[65]、ISBN 978-4-08-844565-6
  3. 2023年3月24日発売

### 単行本同時収録
ストロベリー・タイム
『ぶーけ』1997年1月号掲載、『クローバー』1巻収録
「天国の花」番外編
SUGAR BABY
『Cookie』2004年12月号掲載、『クローバー』17巻収録

## 映画
2014年11月1日公開された日本映画。主演は武井咲。

### キャスト
- 鈴木沙耶 - 武井咲 (中学生時代 : 谷岸玲那)[68]
- 柘植暁 - 大倉忠義
- 樋野ハルキ - 永山絢斗[69]（少年時代：板垣瑞生）
- 筒井栞 - 夏菜[69]
- 筒井義道 - 上地雄輔[69]
- 谷上一葉 - 木南晴夏
- 松沢里李香 - 水沢エレナ
- 松下課長 - 西村雅彦
- 如月桜子 - 光浦靖子
- 合田光成 - 村上健志（フルーツポンチ）
- 柏原るみ - 今野杏南
- 上田かおる - 内藤理沙
- 田崎 - 鈴木拓（ドランクドラゴン）
- 占い師 - 柴田理恵
- 小松社長 - 宍戸開
- 名高達男、ホラン千秋、松本莉緒、川瀬陽太、菊田大輔　ほか

### スタッフ
- 原作 - 稚野鳥子「クローバー」
- 監督 - 古澤健
- 脚本 - 浅野妙子
- 撮影 - 小宮山充
- 編集 - 李英美
- 美術 - 黒瀧きみえ
- 照明 - 保坂温
- 録音 - 小原善哉
- 音楽 - 山下康介
- 主題歌 - 関ジャニ∞「CloveR」（INFINITY RECORDS）[70]
- 挿入歌 - JUJU「Some Day My Prince Will Come（いつか王子様が）」「When You Wish upon a Star（星に願いを）」（ソニー・ミュージックアソシエイテッドレコーズ）
- 劇中アニメキャラクター制作 - 泉川マクフライ
- アクションコーディネーター - 齋藤慶典
- カースタント - アクティブ21
- 企画プロデュース - 平野隆
- 企画協力 - 田代秀樹
- 企画 - 森川真行
- プロデュース - 幾野明子、辻本珠子、渡邊義行
- 配給 - 東宝
- 制作プロダクション - ファインエンターテイメント
- 製作 - 「クローバー」製作委員会（TBSテレビ、東宝、電通、WOWOW、ファインエンターテイメント、CBCテレビ、オスカープロモーション、ジェイ・ストーム、毎日放送、TCエンタテインメント、北海道放送、RKB毎日放送）

### 封切り
全国298スクリーンで公開され、2014年11月1、2日の初日2日間で興収1億7056万1100円、動員14万6563人になり、映画観客動員ランキング（興行通信社調べ）で初登場第2位となった。

### テレビ放送
2016年3月9日の26:08（3月10日2:08）に、TBSで地上波初放送された。